# Rocco Mazzola
Rocco Mazzola (Potenza, 20 ottobre 1932 – Potenza, 18 marzo 2012) è stato un pugile italiano, campione nazionale dei Pesi mediomassimi e massimi e sfidante al titolo europeo.

## Biografia
Potentino di nascita, emigra in giovane età a Varese città nella quale inizia ad allenarsi nella Ignis sotto la guida di Libero Cecchi. Ritiratosi a vita privata, avvia nella propria città di origine un'impresa di distribuzione di metano per appartamenti e, successivamente, per auto. Muore a 79 anni nella sua città natale che il 16 dicembre 2018 gli dedica un centro sportivo polifunzionale. 
Un nipote, Rocco Mazzola, è pilota automobilistico e corre nel Campionato Italiano Gran Turismo. 

## Carriera sportiva
Tra il 1952 e il 1954 milita nel campionato italiano dilettanti vincendolo nel 1954 a Grosseto. 
Nel 1955 diventa professionista nella categoria dei mediomassimi fino a conquistare il titolo di campione italiano il 14 dicembre 1957 a Milano contro Alessandro D'Ottavio.
Difende il titolo contro lo stesso d'Ottavio a Saint Vincent il 28 giugno 1958 per poi cederlo a Domenico Baccheschi che lo batte a Civitavecchia il 23 settembre dello stesso anno. 
L'11 aprile 1959, Mazzola incrocia i guantoni contro Erich Schöppner, per il titolo europeo dei mediomassimi, a Dortmund in Germania. L'incontro è vinto da Schöppner ai punti, 72 contro 71, anche se il risultato suscita molte polemiche circa l'arbitraggio. Cede anche al nuovo detentore del titolo italiano, Santo Amonti, ai punti in dodici riprese, il 1º giugno 1959, a Roma.
Salito nella categoria dei pesi massimi, il 29 ottobre 1960 batte il campione italiano Federico Friso in un match non valido per il titolo. Si aggiudica anche la rivincita, con il titolo in palio, a dicembre dello stesso anno, ai punti in dodici riprese, diventando così campione italiano dei pesi massimi. 
Il 2 ottobre 1961 mette in palio il titolo a Bologna con l'ex campione europeo dei pesi massimi Franco Cavicchi e, in casa dell'avversario, riuscì a respingerne l'assalto, strappando un verdetto di parità.
Mazzola concede il terzo incontro a Friso, il 22 dicembre 1961, a Torino, sconfiggendolo nuovamente ai punti e mantenendo la cintura di campione italiano. Nulla può, invece, nella rivincita allestita con Cavicchi, il 18 marzo 1962, sempre a Bologna, e perde incontro e titolo ai punti in dodici riprese.
Dopo questo match, a causa del riacutizzarsi dei dolori alle mani che lo affliggevano fin dal 1959, Rocco Mazzola si ritira a vita privata. 

## Carriera cinematografica
Rocco Mazzola compare in una piccola ma significativa parte, nella pellicola Rocco e i suoi fratelli (1960) di Luchino Visconti. Il pugile viene omaggiato da Visconti sia per la pratica sportiva in cui eccelleva ma anche per la sua storia personale, un meridionale emigrato al nord.